# Сінсей-Мару №6
Сінсей-Мару № 6 (Shinsei Maru No. 6) — судно, яке під час Другої світової війни взяло участь у операціях японських збройних сил у Мікронезії.
Сінсей-Мару № 6 спорудили в 1938 році на верфі Osaka Iron Works на замовлення компанії Hara Shoji.
21 листопада 1940-го судно реквізували для потреб Імперського флоту Японії. До 24 грудня воно пройшло певні модернізації на верфі ВМФ у Куре.
Відомо, що в січні — лютому 1941-го Сінсей-Мару № 6 здійснило рейс до Мікронезії (японські підмандатні острови), де відвідало атол Трук у центральній частині Каролінських островів (тут була головна база японського ВМФ у Океанії), Понапе (східні Каролінські острови), атоли Джалуїт, Малоелап, Вотьє та Кваджалейн (Маршаллові острови). З 25 березня по 14 квітня 1941-го судно знову здійснило похід у Мікронезію, тільки тепер до її західної частини — острови Паган, Сайпан і Тініан (Маріанські острови), Палау (важливий транспортний хаб та база на заході Каролінських островів), Фаіс (між Палау та Труком). 11 травня — 13 червня відбувся третій рейс до регіону, під час якого Сінсей-Мару № 6 заходило на Паган, Сайпан, Тініан та Палау. Наступні походи до Мікронезії припали на 29 червня — 23 серпня та 21 жовтня — 7 грудня.
У середині грудня 1941-го Сінсей-Мару № 6 провів рейс на Хокайдо, а з останньої декади місяця та до кінця січня 1942-го транспортував амуніцію до японських баз у Океанії. Далі судно повернулось до Японії, а від середини лютого до початку квітня знову здійснило похід до Океані, цього разу мало завдання на перевезення пального.
Кілька місяців Сінсей-Мару № 6 провело в Японії, а в липні 1942-го працювало біля китайського узбережжя (зокрема, відомо, що воно здійснювало рейс із хайнанського порту Юлін до Шанхаю).
Станом на середину серпня 1942-го Сінсей-Мару № 6 перебувало на Труці. 17—19 серпня судно здійснило перехід звідси до Понапе (острів на сході Каролінського архіпелагу), а 21 серпня рушило далі. Втім, неподалік від Понапе Сінсей-Мару № 6 перехопив підводний човен USS Tambor, який дав по транспорту триторпедний залп. Усі торпеди влучили в ціль і судно швидко затонуло.